# MIOM

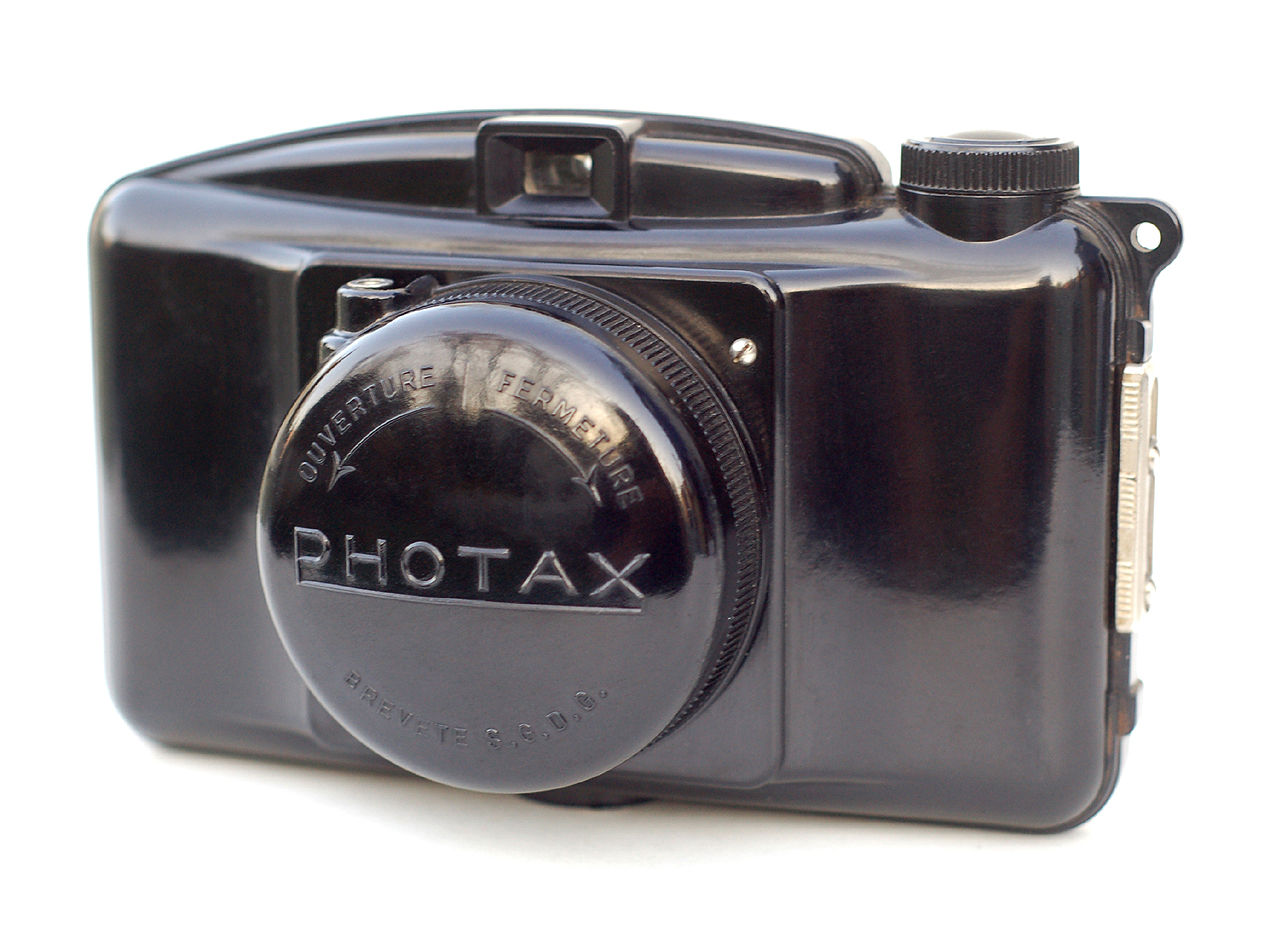
Photax III camera

MIOM, acronyme de Manufacture d'Isolants et Objets Moulés, est une filiale de la Compagnie Générale d'Électricité créée pour produire de l'appareillage électrique. Comme sa raison sociale l'indique, la production d'autres objets moulés est prévue dès le départ. À ce titre, elle fabrique des appareils photographiques en bakélite dont le Photax qui est un des appareils 6 × 9 cm les plus vendus en France.

## Histoire
MIOM, qui fabrique de l'appareillage électrique, crée en 1937 un département photographique qui moule en « Cégéite » (nom dérivé du nom de la maison mère : la Compagnie Générale d'Électricité) des appareils photographiques simples.

## Production

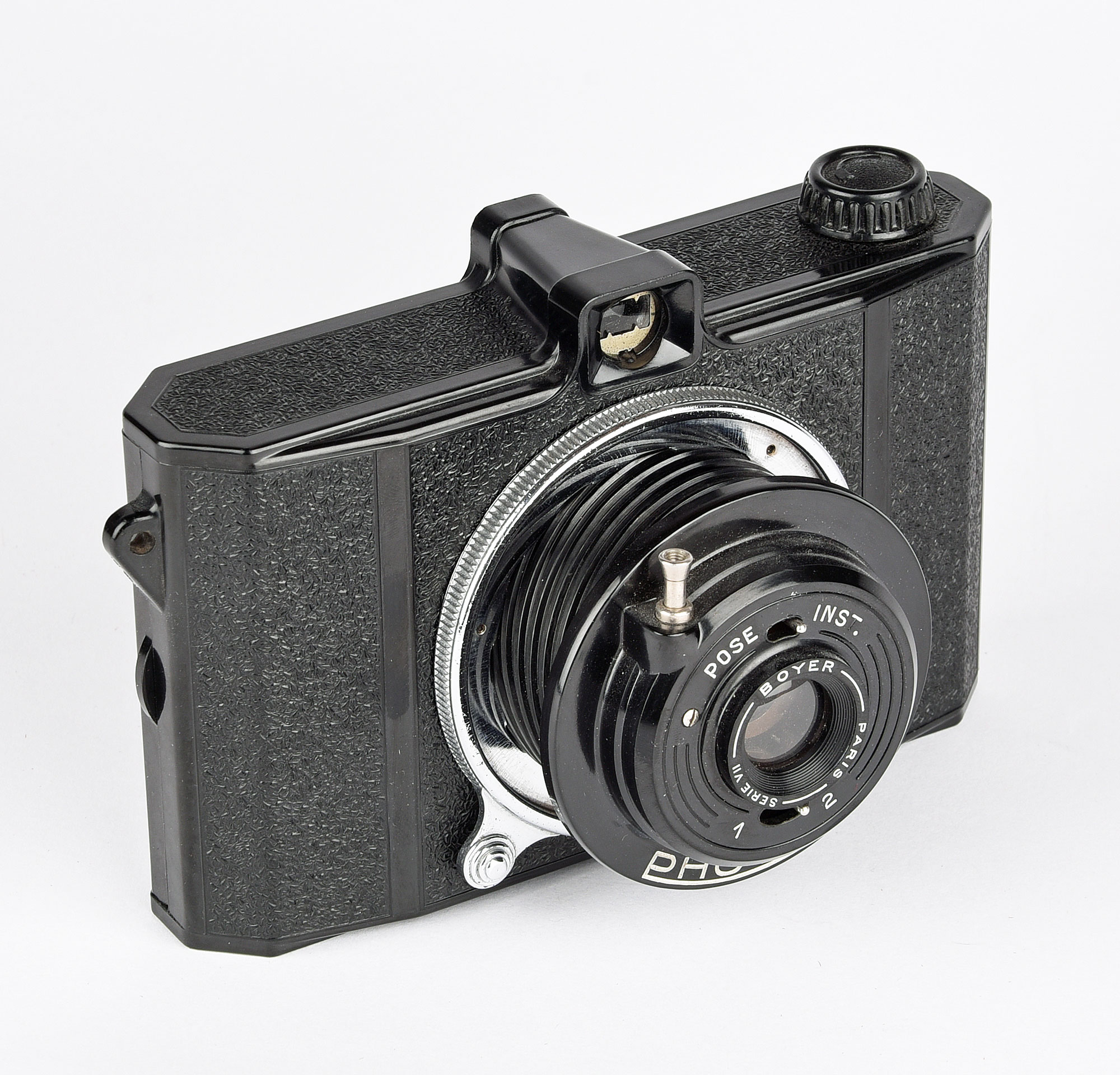
Première version du Photax MIOM

En 1937 sortent plusieurs modèles. Le Lec-Junior, le Rollux et le Rex qui utilisent le film 127 pour des clichés de 4 × 6,5 cm. L'Astra, le Jacky et le Photax qui utilisent le film en rouleaux 120 pour faire des images de 6 × 9 cm (le Jacky est bi-format et permet aussi le 4,5 × 6 cm).
1938 voit apparaitre des variantes, le Camera 77 et le Loisirs qui dérivent du Jacky.

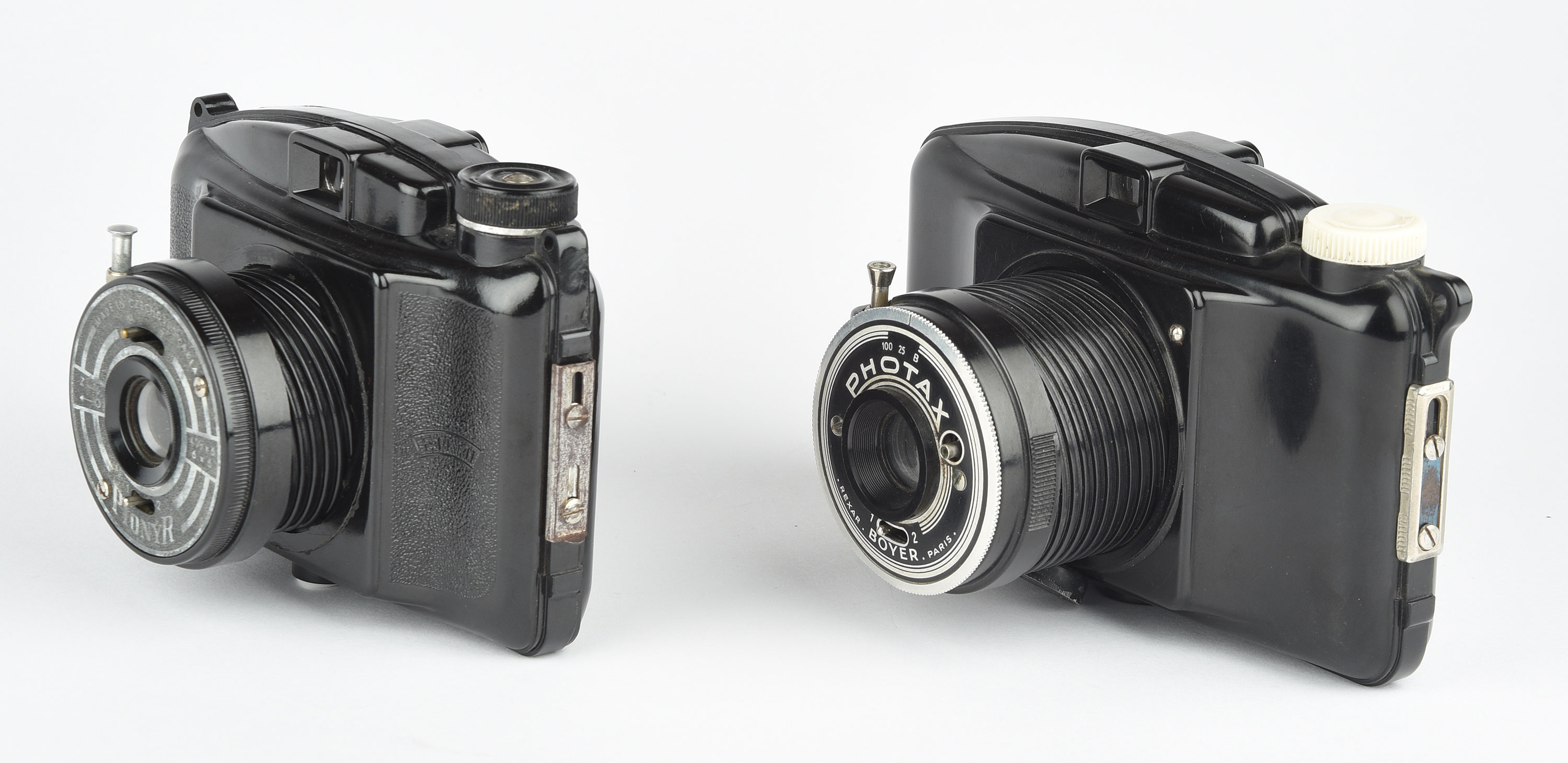
Vue montrant les similitudes entre le Pionyr tchécoslovaque et le Photax français.

C'est aussi vers 1938 qu'apparait le Photax Blindé très différent esthétiquement de ses prédécesseurs mais étonnamment proche du Pyonyr Tchécoslovaque au point qu'on soupçonne Fritz Kaftanski récemment réfugié en France d'avoir œuvré sur ces deux appareils. Cette forme sera utilisée pendant une vingtaine d'années et bien avant la fin de production une publicité revendiquera plus d'un million d'appareils vendus. Le mot "blindé" signale la présence d'un cache objectif également en bakélite moulée.
À cette période, la MIOM travaille sur un moule qui deviendra le Superfex de Fex. Quelques appareils probablement moulés par la MIOM seront vendus sous la marque Cord avant que Kaftanski ne se réfugie en Zone libre en laissant derrière lui le moule et la facture impayée.

### Les versions de Photax
- Photax I version peu courante ou le bouton du déclencheur pointe vers le centre de l'objectif[2].

- Photax II produit de 1938 à 1947. Il existe en version normale et blindée[4].
- Photax III Identique au II mais avec un filetage pour déclencheur souple dans le bouton du déclencheur[2]. Sortie vers 1947[5].
- Photax IV Identique au III mais avec une synchro flash[2]. Sortie vers 1951[6].
- Photax V Nouvelle forme modernisée et élégante sortie en 1955[7]. Bi-format 6 × 9 et 6 × 6 cm[8].
- Photax VI Produit entre 1960 et 1962 il abandonne la bakélite pour le plastique et les formes Streamline pour un design anguleux. C'est un 6 x 6 sur film 620 et le dernier appareil produit par la MIOM[9].